# Schwartzia pterosara
Schwartzia pterosara är en tvåhjärtbladig växtart som beskrevs av De Roon, Bedell, Gir.-cañas. Schwartzia pterosara ingår i släktet Schwartzia och familjen Marcgraviaceae. Inga underarter finns listade i Catalogue of Life.